# Mohamed El Garaa
Mohamed El Garaa (en arabe : محمد الجرعة), né le 1er janvier 1976 à Rabat, est un athlète handisport marocain concourant en F40 pour les athlètes de petite stature. Ses trois sœurs Hayat, Najat et Laila El Garaa sont également des sportives de haut-niveau.

## Carrière
Mohamed El Garaa est médaillé de bronze en lancer du javelot F40 aux Championnats du monde d'athlétisme handisport 2006 à Assen ; il est également lors de cette compétition sixième du concours du lancer du poids F40.
Lors des Jeux paralympiques d'été de 2008 à Pékin, El Garaa termine dixième du concours du lancer du poids F40.
Aux Championnats du monde d'athlétisme handisport 2011 à Christchurch, il termine 5e du lancer du javelot F40, 8e du lancer du poids F40 et 12e du lancer du disque F40.